# جون شليسنجر
جون شليسنجر (بالإنجليزية: John Schlesinger)‏ (و. 1926 – 2003 م) هو مخرج أفلام، وممثل، وكاتب سيناريو بريطاني، ولد في لندن، توفي في بالم سبرنغز، عن عمر يناهز 77 عاماً، بسبب سكتة.

## التعليم
تعلم في كلية باليول بجامعة اوكسفورد.

## جوائز وترشيحات
حصل على جوائز منها:
- قائد وسام الامبراطورية البريطانية
- جائزة نقابة المخرجين الأمريكيين
- جائزة الأوسكار لأفضل مخرج، عن عمل: راعي البقر منتصف الليل.

ترشح لـ:
- جائزة الأوسكار لأفضل مخرج، عن عمل: حبيبتي
- جائزة الأوسكار لأفضل مخرج، عن عمل: راعي البقر منتصف الليل
- جائزة الأوسكار لأفضل مخرج، عن عمل: Sunday Bloody Sunday (film) [الإنجليزية]‏.

## وصلات خارجية
- جون شليسنجر على موقع IMDb (الإنجليزية)
- جون شليسنجر على موقع الموسوعة البريطانية (الإنجليزية)
- جون شليسنجر على موقع مونزينجر (الألمانية)
- جون شليسنجر على موقع ألو سيني (الفرنسية)
- جون شليسنجر على موقع تيرنر كلاسيك موفيز (الإنجليزية)
- جون شليسنجر على موقع أول موفي (الإنجليزية)
- جون شليسنجر على موقع قاعدة بيانات الأفلام السويدية (السويدية)
- جون شليسنجر على موقع إن إن دي بي (الإنجليزية)
- جون شليسنجر على موقع قاعدة بيانات الفيلم (الإنجليزية)
- جون شليسنجر على موقع كينوبويسك (الروسية)